# 캘리포니아 대학교 데이비스

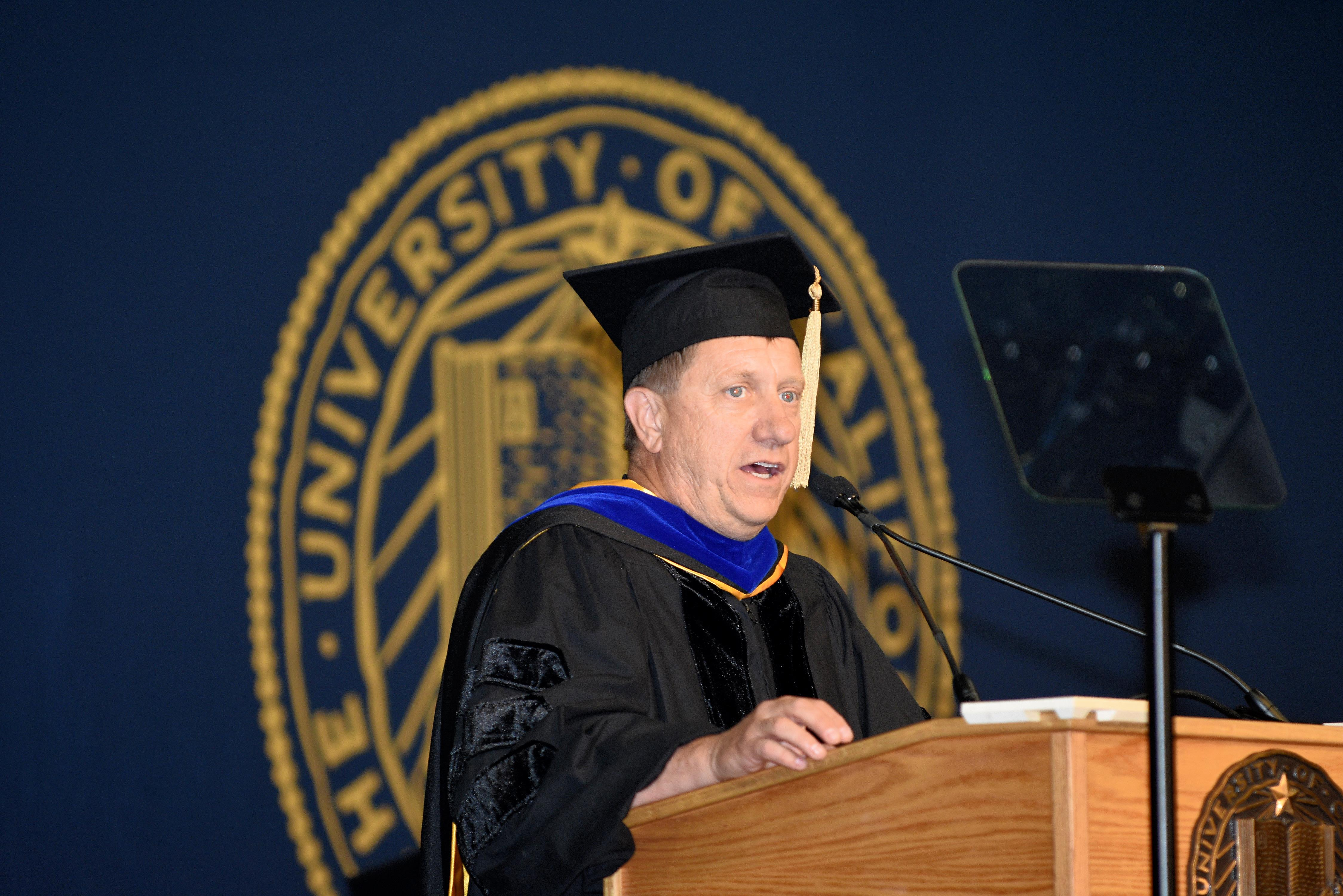
2018 Commencement, UC Davis College of Engineering (42251616345)

캘리포니아 대학교 데이비스(영어: University of California, Davis 또는 UC Davis 또는 UCD)는 미국 캘리포니아주 북부의 데이비스에 위치한 캘리포니아 대학교이다. 1908년, 18명의 학생이 입학하며, 대학농장(University Farm)으로 처음 문을 열었다. 1922년에는 농업대학 북부분교(Northern Branch of the College of Agriculture)로 이름이 바뀌었고, 1959년 캘리포니아 대학교 시스템의 세 번째 공식 캠퍼스로 인준되었다. 캘리포니아주의 수도인 새크라멘토(Sacramento)에서 서쪽으로 24km 떨어진 데이비스시에 위치하고, 10곳의 캘리포니아 대학교 캠퍼스 중 가장 큰 5,300 에이커의 캠퍼스를 가지고 있다.
캘리포니아 대학교 데이비스 캠퍼스는 농업환경과학대학, 생명과학대학, 공과대학, 인문과학대학의 네 개 단과대학과 경영대학원, 교육대학원, 법학대학원, 의과대학원, 간호대학원, 수의과대학원의 여섯개 전문대학원을 가지고 있다. 학부에서만 100개가 넘는 전공을 제공한다. 그 중 농대는 전미 1위, 수의대 또한 세계 최고의 대학원으로 인정 받고 있다. 의과대학원은 새크라멘토에 캘리포니아 대학 데이비스 종합병원을 운영하고 있다. 사회교육원(UC Davis Extension)에서는 영어 어학연수과정 및 영어교육자 양성과정(TESOL)을 포함한 다양한 프로그램을 제공한다. 많은 한국 유학생들이 학부, 대학원, 어학연수, 교환학생으로 공부하고 있다.
캘리포니아 대학교 데이비스 캠퍼스는 미국의 유서깊은 주요 연구 대학중 한 곳으로 매우 높은 명성을 얻고 있으며, 특히 생명과학, 공학, 예술, 인문학, 사회과학 연구로 유명하다. 전반적으로 모든 분야의 전공이 높은 수준으로 평가되며 적절한 학문적 균형을 이루고 있다. 2017년 Forbes는 300개의 미국대학 중 진학 시 가장 투자가치가 높은 대학 9위로 UC Davis를 선정한 바 있다. 미국 교육부의 통계에 따르면 캘리포니아 대학교 데이비스는 학생들의 졸업률이 높고 취업 시 평균적으로 가장 많은 수입을 올리는 미국 내 15개의 4년제 공립대학 중 한곳이다.
캘리포니아 대학교 데이비스 캠퍼스에서는 매년 50%의 학부생들이 졸업시까지 한번 이상 자신의 분야에서 인턴십과 리서치 경험을 갖는다. 학부생임을 고려했을 때, 다른 대학에서는 찾아보기 어려운 높은 수치이다. 이는 대학 차원에서 자체적으로 커리어 센터를 운영하여 학생들에게 재학 중 인턴십에 참여할 수 있는 기회를 제공하기 때문이다. 뿐만 아니라 UC Davis는 의료 분야에 많은 투자를 하는 것으로 알려져있다. 의대 진학에 관심이 있는 학생들을 위해서 특별히 Advising Center를 운영한다. 또한 캠퍼스에서 매해 Health Conference를 주최해 수 많은 대학의 메디컬 스쿨이 이 행사에 참여한다. 또한 캠퍼스가 위치한 데이비스 시는 캘리포니아의 주도인 새크라멘토와 매우 인접해 있는 관계로 정치학을 전공하는 학생들은 주 의회 의사당에서 인턴십을 할 수 있는 기회가 상대적으로 많다는 것도 큰 장점이다.

## 역사

### 설립
1905년 캘리포니아 대학교를 위한 대학 농장을 설립하는 법안이 수립되었다. 당시 캘리포니아 대학교는 오직 버클리 캠퍼스만 가지고 있었다. 이듬해, 대학농장 설립위원회는 데이비스 마을을 부지로 선정하였다. 1908년, 농업인 양성 비학위과정이 115명의 학생들로 시작되었다. 1909년 1월, 대학농장이 공식적으로 출범하였고, 40명의 남성 학위과정 학생들이 처음 재학하였다. 대학 농장의 설립에는 당시 캘리포니아주 농업 학회 회장이었던 피터 쉴즈(Peter J. Shields)가 크게 공헌하였고, 이후 그의 이름을 따 쉴즈 도서관(Peter J. Shields Library at UCD)이 설립되었다. 첫 여학생은 1914년 입학하였다. 1922년 농업대학 북부분교(Northern Branch of the College of Agriculture)로 이름이 바뀌었다. 1959년 캘리포니아 대학교의 세 번째 정식 캠퍼스가 되었다.

### 행사
UC Davis는 전통적으로 100년이 넘은 Picnic Day 행사를 매년 주최한다. 축제 당일이 되면 학생들과 가족들 그리고 지역주민들이 한데 어우러져 각종 음식을 즐기며 다양한 체험을 할 수 있다.

## 주요 사건

### 2011년 후추 스프레이 사건
2011년 11월 18일, 등록금 인상에 대한 시위가 벌어졌을 때, 캠퍼스 경찰관인 존 파이크 중위는 재학생으로 이뤄진 시위대가 해산을 거부하자, 앉아 있던 시위대원들에게 후추 가스를 사용하였다. 또 다른 경찰관도 파이크 중위의 지시에 따라 학생들에게 후추 가스를 뿌렸다. 이 사건은 국제적인 관심을 불러 일으키며, 추가적인 시위와 공식적인 조사를 유발하였고, 파이크 중위는 2012년 7월 퇴직하게 되었다.
2016년 공개 기록청구를 통해 공개된 문서들에 따르면, 대학교는 이 사건과 관련된 부정적인 포스팅들을 인터넷에서 제거하려는 노력으로 적어도 175,000달러를 사용했으며, 이러한 노력은 2013년부터 시작되었다. 캘리포니아 주 신문인 The Sacramento Bee는 대학교의 홍보 전략을 기술한 문서를 입수했으며, "네빈스 앤 어소시에이츠(Nevins and Associates)는 대학교와 캐티 총장의 부정적인 관심을 없애기 위한 온라인 브랜딩 캠페인을 실행할 준비가 되어 있다"고 밝혔다. 이러한 전략에는 "대학교와 캔슬러에 대한 검색 결과에서 후추 가스 사건과 관련된 언급을 삭제하기 위한 강력하고 종합적인 온라인 캠페인"이 포함되어 있었다. 대학교의 전략적 의사소통실은 대학교와 총장의 평판 관리에 참여하였으며, 총장이 취임한 이후 예산이 크게 증가하였다. 2009년에는 2.93백만 달러였던 예산이 2015년에는 5.47백만 달러로 증가하였다. 2016년 8월, 캐티 총장은 사임하였으며, 계약 조건에 따라 UCD의 전임 교수로 계속 재직할 예정이다.

## 캠퍼스

### 위치 및 특징
UC Davis는 작지만 아름답고 평화로운 데이비스에 위치해 있으며, 캘리포니아 대학교 중 가장 넓은 부지를 가지고 있다. 데이비스는 미국 내에서 매우 치안이 좋고 안전한 도시 중 하나로 손꼽힌다. 주민의 대부분은 학사 및 석사 학위의 소지자로써 학력수준이 매우 높다. 캠퍼스 부지 면적은 22.2 평방킬로미터에 달하며, 캘리포니아 대학교 중 유일하게 대학공항(University Airport)을 가지고 있다. 또한 데이비스는 버클리와 더불어 캘리포니아 대학교 중 핵연구소를 보유한 오직 두 캠퍼스 중 하나이다. 

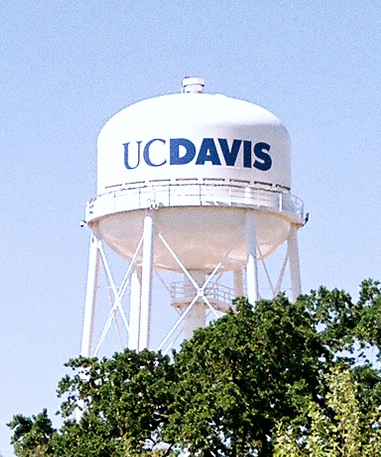
UCD Water tower

### 대학 소개
UC Davis는 친절한 사람들, 아름다운 수목원, 멋진 호수, 넓은 잔디밭, 그리고 많은 나무들로 잘 알려져 있으며, 미국 내에서 가장 친환경적이고 아름다운 캠퍼스 중 하나로 꼽힌다. 봄에는 호수에서 산책나온 오리들과 각종 동물들을 캠퍼스 곳곳에서 발견할 수 있다. 조형물로는 미술대학 교수이자 유명한 조각가인 로버트 아네슨(Robert Arneson)의 에그헤드(Egghead) 시리즈가 캠퍼스 안 다섯 곳에 전시되어 있다. 졸업식 때 많은 학생들이 이 조형물 앞에서 사진을 찍는다. 

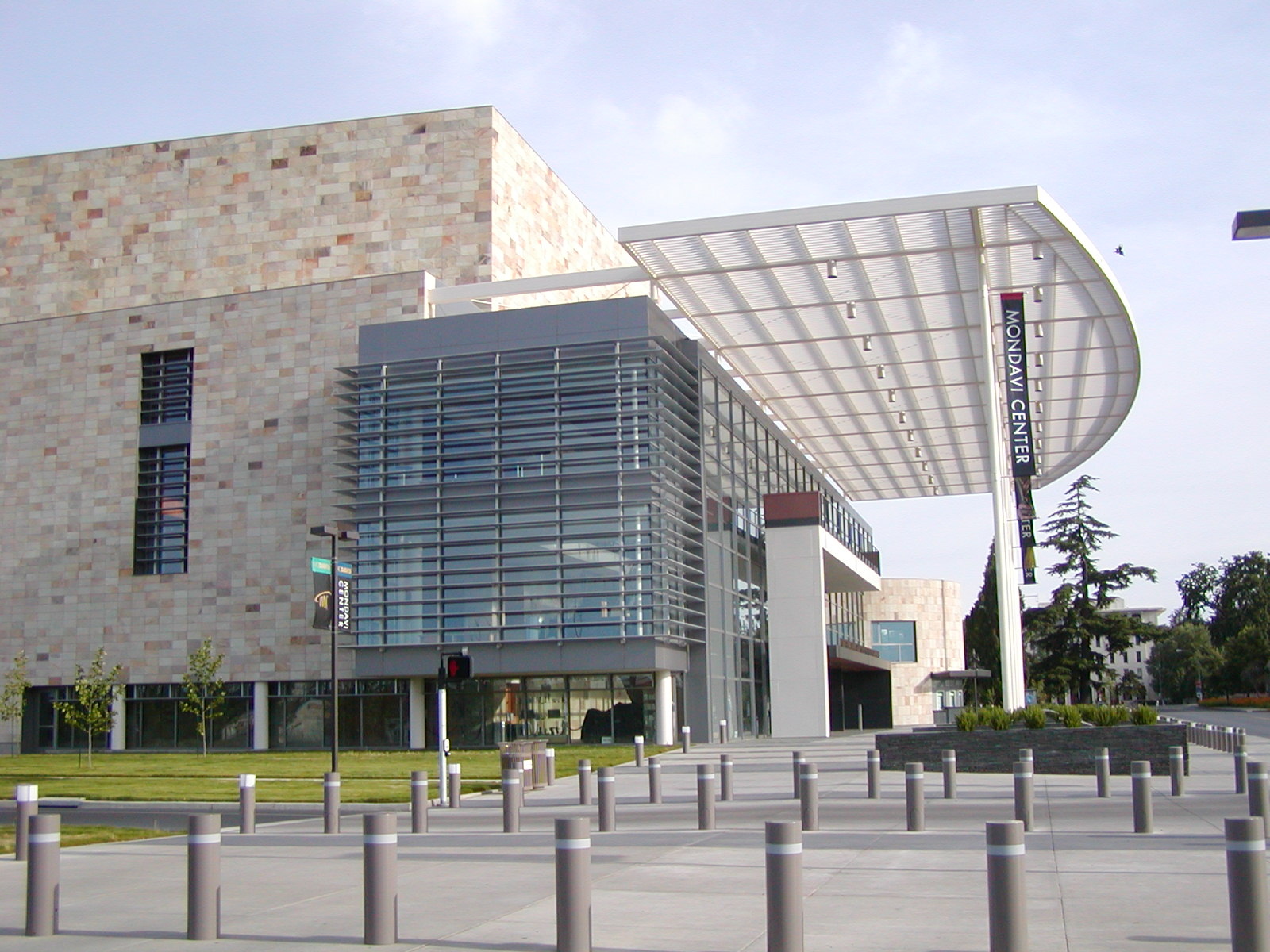
UC Davis Mondavi Center

### 입학 현황
UC Davis에 입학하는 학생들은 고교 재학중 성적이 상위 5% 안에 드는 우수한 학생들이다. 합격자의 평균 GPA는 3.96-4.25 사이며, SAT 점수는 1260-1460 사이에 분포되어 있다.

### 인구 구성 및 남녀 성비
캠퍼스 인종구성은 백인과 아시아 학생들이 가장 많은 비율을 차지하고, 히스패닉과 흑인 학생들 또한 고루 재학중에 있다. 학교의 통계에 따르면 남학생과 여학생의 비율은 41:59으로 여학생이 더 많이 재학중에 있다. Forbes에 따르면 전미 대학 중 캘리포니아 대학교 데이비스는 가장 많은 수의 여학생이 STEM 교육 계열을 전공하는 것으로 조사되었다.
캘리포니아 대학교 데이비스 캠퍼스는 수 많은 자전거로 유명하다. 그 이유는 캠퍼스가 거대하고 대부분 평지로 이루어져있기 때문에 자전거를 타기에 적합한 지형이기 때문이다. 많은 학생들이 자전거를 이용하여 통학하고 생활한다. 하루 평균 22,000대의 자전거가 캠퍼스를 누빈다.

### 기숙사, 식당, 체육 및 문화 시설
캘리포니아 대학교 데이비스는 학생들의 만족도가 높고, 생활면에 있어서 학문적인 노력과 소셜활동의 균형이 잘 잡혀있는 학교로 유명하다. 넓은 수영장과 각종 체육시설이 잘 구비되어있다. UC Davis는 교내의 각종 스포츠 팀이 전미 대학 체육 협회인 NCAA 1부 리그에 속해있다.
깔끔하고 쾌적한 기숙사 시설이 갖추어져 있으며 건강하고 균형잡힌 맛있는 식사를 제공하는 학생식당 또한 인기가 좋다. 캠퍼스에는 800개가 넘는 동아리가 존재하기 때문에 학생들은 자신의 취미와 특기를 살려 문화생활 및 자기개발을 할 수가 있다.
캠퍼스 안에 위치한 몬다비 센터(Mondavi Center)는 캘리포니아 중부 밸리 지역에서 가장 큰 공연장이다. 매년 유명 교향악단의 연주, 세계적인 예술가들의 공연, 저명 인사들의 공개 강연 등이 열린다. 미리 표를 구매하지 않으면 입장이 불가능할 정도로 인기가 많다.

## 구성
캘리포니아 대학교 데이비스는 연구 중심의 종합대학으로, 102개 학부 전공, 101개의 대학원 프로그램을 제공하고 있다. 학부 내 학생 대 교수 비율은 20:1 정도이다.
학부
- UC 데이비스 농업환경과학대학 (UC Davis, College of Agricultural and Environmental Sciences)
- UC 데이비스 생명과학대학 (UC Davis, College of Biological Sciences)
- UC 데이비스 공학대학 (UC Davis, College of Engineering)
- UC 데이비스 문리대학 (UC Davis, College of Letters and Science)

대학원
- 일반대학원 (Graduate Studies)
- 경영대학원 (Graduate School of Management)
- 교육전문대학원 (School of Education)
- 법학전문대학원 (School of Law)
- 의학전문대학원 (School of Medicine)
- 수의과전문대학원 (School of Veterinary Medicine)
- 베티 아이린 무어 간호전문대학원 (The Betty Irene Moore School of Nursing)

## 학문 및 연구

### 학교 평가 및 현황
캘리포니아 대학교 데이비스는 미 서부 우수 주립대학교의 위상에 걸맞게 예술, 인문, 사회과학, 자연과학, 생명과학, 의학, 공학 전반에 걸쳐 다양한 학과를 가지고 있다. 미국과학재단(National Science Foundation)에 따르면, 캘리포니아 대학교 데이비스는 2002-2003년도에 $456,653,000을 연구비로 지출하였다. 이는 미국내 14위에 해당한다. 분야별로 살펴보면, 캘리포니아 대학교 데이비스는 미국에서 농업분야 연구비 지출 1위 ($25,638,000), 생물학 분야 7위 ($118,477,000), 생명과학분야 13위 ($336,796,000)로 나타나 있다. 전체적으로 캘리포니아 대학교 데이비스는 학교의 규모와 연구 실적 그리고 발전 가능성으로 미루어 볼 때 전체적으로 매우 우수한 종합대학이다.
또한 캘리포니아 대학교 데이비스는 다른 학교에서는 흔히 볼 수 없는 포도재배 및 와인양조학 전공(the Department of Viticulture and Enology)을 1935년 이래 제공해오고 있다. 이는 캠퍼스가 위치한 데이비스 시가 캘리포니아 최대의 와인 생산지인 나파 밸리와 인접해 있기 때문이다.

## 주변 환경

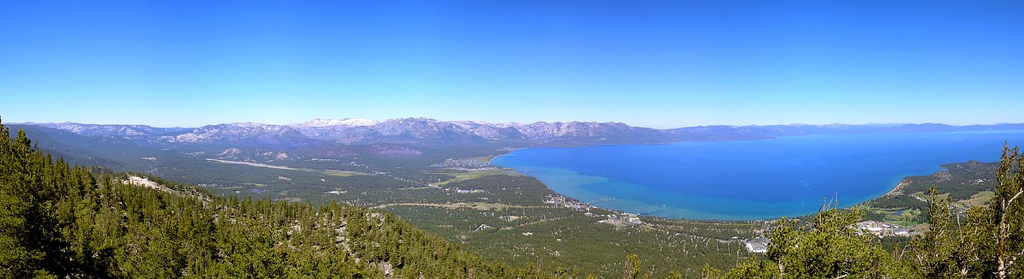
Lake tahoe panorama

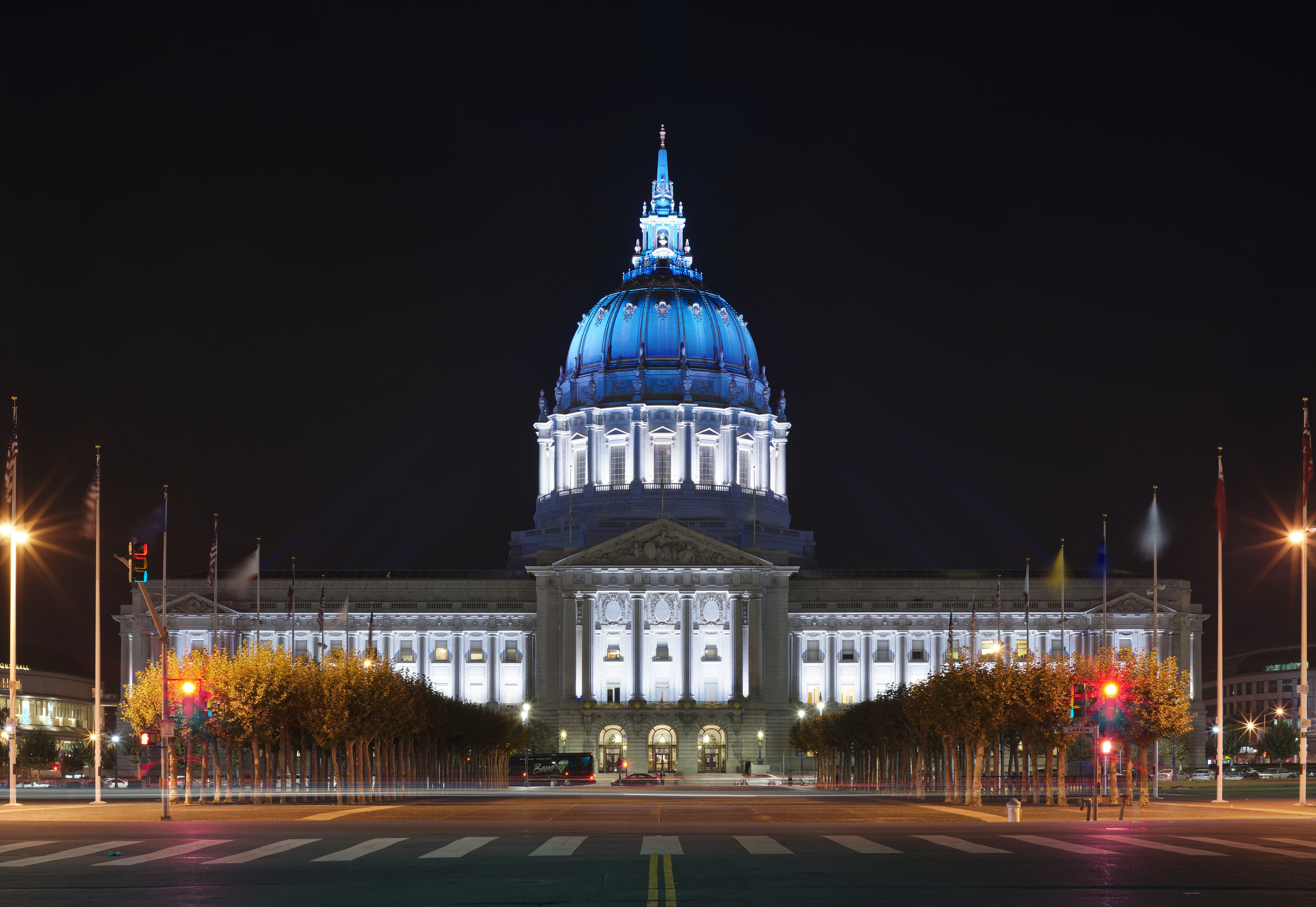
San Francisco City Hall, nighttime, September 2016

### 타호 호
캠퍼스가 위치한 데이비스 시 인근에는 타호호(Lake Tahoe)가 있다. 타호 호는 아름다운 자연경관을 자랑하며, 특히 캘리포니아에서 겨울에 스키를 타기에 완벽한 최적의 명소로 손꼽힌다.

### 인근 광역도시권
데이비스 근교에 위치한 가장 큰 대도시는 샌프란시스코이며, 차로 1시간 정도면 도달할 수 있다. UC Davis는 전 세계 최고의 기술산업 중심지인 실리콘 밸리와 인접해있으며, 이는 재학생들에게 보다 많은 취업 기회를 제공한다.

## 학교 동문
현재 캘리포니아 대학교 데이비스 출신의 26만명이 넘는 동문들은 전 세계적으로 활발하게 활동하고 있다. 이 학교는 미국 NASA에 속한 두명의 우주인을 배출했으며, 미국의 고위급 공무원과 정치인, 유명 CEO, 배우, 스포츠 스타, 교수, 경제학자 및 작가 등 다양한 분야에서 일하는 동문들이 각계각층에서 두각을 나타내며 지속적으로 사회에 기여하고 있다. 최근 Charles M. Rice
교수가 2020 노벨 생리의학상을 수상했다. Charles M. Rice는 UC davis 학부를 졸업하여 현 록팰러 대학교 교수를 역임 중이다.

 {{참고|분류:캘리포니아 대학교 데이비스 동문}

## 같이 보기
- 데이비스 (캘리포니아주)